# Ambrogio Pelagalli
Ambrogio Luigi Pelagalli (Pieve Porto Morone, 15 febbraio 1940 – Sant'Angelo Lodigiano, 25 marzo 2024) è stato un allenatore di calcio, calciatore e dirigente sportivo italiano.

## Caratteristiche tecniche
Terzino ad inizio carriera, negli anni della maturità divenne un centrocampista abile nell'interdizione e dotato di buon senso tattico, schierato abitualmente a supporto di un regista. Nelle ultime stagioni arretrò il proprio raggio d'azione trasformandosi in libero.

## Carriera

### Calciatore

#### Club
Dopo gli inizi nel Dagrada Manzoni, approdò al settore giovanile del Milan con cui vinse due edizioni consecutive del Torneo di Viareggio (1959 e 1960). Debuttò in Serie A a 20 anni, il 29 maggio 1960 nel successo interno sulla SPAL, e dopo una stagione in prestito all'Atalanta rientrò al Milan, dove divenne un titolare inamovibile per cinque stagioni, in cui vinse uno scudetto e una Coppa dei Campioni. A causa di un infortunio muscolare, tuttavia, non scese in campo nella finale vinta contro il Benfica, sostituito da Gino Pivatelli. Con il Milan disputò complessivamente 154 partite segnando un gol.
Tornò quindi all'Atalanta, per poi disputare un campionato con la maglia della Roma, richiesto dall'allenatore Oronzo Pugliese. Nella capitale disputò una sola stagione, offrendo un rendimento inferiore alle attese, e segnalandosi per un episodio accaduto nella partita contro il Milan: schierato in porta dopo l'espulsione di Alberto Ginulfi, evitò la goleada milanista con una serie di parate che gli valsero le ovazioni dello Stadio Olimpico. A fine stagione ritornò all'Atalanta, con cui disputò altri due campionati.

Pelagalli (accosciato, primo da sinistra) nella Roma del 1967-1968

Seguirono poi tre anni al Taranto in Serie B: in maglia rossoblu giocò 107 partite, ricoprendo anche il ruolo di allenatore-giocatore nel 1971, dopo l'esonero di Corrado Viciani. Nel 1973, per riavvicinarsi a casa, scese in Serie C al Piacenza con i galloni di capitano, ma fu condizionato da un serio infortunio alla caviglia. Concluse la carriera nella Polisportiva Medese tra i dilettanti, con il doppio ruolo di allenatore e capitano.
In carriera collezionò complessivamente 235 presenze e 6 reti in Serie A e 139 presenze in Serie B.

#### Nazionale
Tra il 1959 e il 1960 disputò 8 partite (con zero gol) nella Nazionale Under 21, con cui vinse i Giochi del Mediterraneo nel 1959 e ottenendo il quarto posto ai Giochi Olimpici di Roma l'anno successivo.

### Allenatore e dirigente
Cessata l'attività agonistica, intraprese quella di allenatore. Nel campionato di Promozione Lombardia 1975-1976 si divise tra Sannazzarese (fino a dicembre) e Pavia, dove subentrò dopo Natale all'esonerato Dordoni; in seguito guidò il Derthona, subentrando a Giuseppe Trinchero. Nella stagione 1983-1984 allenò il Brindisi, venendo sostituito a campionato in corso da Lucio Vinci.
Tra il 1985 e il 1987 allenò il Martina, con cui ottenne la promozione in Serie C1 nel campionato 1985-1986 e tornando l'anno seguente alla guida del Derthona, dove rimase fino al 1990. Nel successivo campionato di Serie C1 si alternò con Enrico Catuzzi e Sergio Carpanesi sulla panchina del Mantova (senza evitarne la retrocessione), e nel 1991 allenò la Vastese in Serie C2, esperienza conclusa con un esonero. Proseguì la carriera di allenatore sulla panchina dell'Oltrepò, nel campionato di Serie C2 1992-1993, alla Vogherese nelle battute finali del campionato di Serie C2 1993-1994, e al Cremapergo, nel finale della stagione 1995-1996.
Dopo aver svolto le mansioni di osservatore per il Milan, tra il 1997 e il 2009, divenne direttore sportivo del Sant'Angelo (2007-2009) e tra il 2010 e il 2012 fu presidente del Derthona. Nell'ottobre 2015 assunse il ruolo di direttore generale dell'area tecnica del Nibbiano, società piacentina militante nel girone emiliano di Promozione.

## Palmarès

### Giocatore

#### Competizioni giovanili
- Torneo di Viareggio: 2

Milan: 1959, 1960

#### Competizioni nazionali
- Campionato italiano: 1

Milan: 1961-1962

#### Competizioni internazionali
- Coppa dei Campioni: 1

Milan: 1962-1963